# Томешручей
Томешручей — ручей в России, протекает по территории Валдайского сельского поселения Сегежского района Республики Карелии. Длина ручья — 23 км.
Ручей берёт начало из Томешламбины и далее течёт преимущественно в северо-западном направлении по заболоченной местности.
Ручей в общей сложности имеет 15 притоков суммарной длиной 30 км.
Втекает на высоте 89,4 м над уровнем моря в реку Вожму, которая, в свою очередь, впадает в Выгозеро.
Населённые пункты на ручье отсутствуют.
Код объекта в государственном водном реестре — 02020001212202000005575.